# Maxime Piveteau
Maxime Piveteau, né le 7 novembre 1994 à Sainte-Florence, est un coureur cycliste français. Il est notamment champion de France du contre-la-montre juniors en 2012. 

## Biographie
En 2010, Maxime Piveteau devient champion de France de poursuite cadets. Aux championnats d'Europe de cyclisme sur piste d'Anadia 2011, il est médaillé de bronze de la poursuite par équipes juniors avec Thomas Boudat, Marc Fournier et Kévin Lesellier.
Durant la saison 2012, il se révèle sur la route et particulièrement dans la discipline du contre-la-montre en remportant le championnat de France du contre-la-montre juniors et en terminant troisième du Chrono des Nations juniors. Sur la piste, il est médaillé de bronze de la course aux points juniors et deuxième du championnat de France de la poursuite juniors.
En 2013, il est engagé par l'équipe Vendée U. Il décide de mettre un terme à sa carrière à l'issue de la saison pour privilégier ses études,.

## Palmarès sur route
- 2011
  - 3e de la Route d'Éole
- 2012
  -  Champion de France du contre-la-montre juniors
  - Route d'Éole :
    - Classement général
    - 1re étape (contre-la-montre)

  - 2ea étape de Liège-La Gleize (contre-la-montre par équipes)
  - 3e du Chrono des Nations juniors
- 2013
  - 3e du championnat de France universitaire du contre-la-montre[3]

## Palmarès sur piste

### Championnats d'Europe
- Anadia 2011
  -  Médaillé de bronze de la poursuite par équipes juniors

- Anadia 2012
  -  Médaillé de bronze de la course aux points juniors

### Championnats de France
- 2010
  -  Champion de France de poursuite cadets
- 2012
  - 2e de la poursuite juniors
- 2013
  -  Champion de France de poursuite par équipes (avec Thomas Boudat, Julien Morice et Romain Cardis)